# 感心
| ウィキペディアには「感心」という見出しの百科事典記事はありません（タイトルに「感心」を含むページの一覧/「感心」で始まるページの一覧）。 代わりにウィクショナリーのページ「感心」が役に立つかもしれません。 |